# 德米特里一世 (马其顿)
德米特里一世（攻城者）（前337年—前283年），是安提柯王朝的國王，在前306年起與父親安提柯一世同時在位，母親是斯特拉托妮可。德米特里一世在前294年－前288年這段時間登上馬其頓王位。他在瓜分亞歷山大大帝遺產的繼業者戰爭中，是其父安提柯最主要的幫手，同時他是希腊化時代初期著名的軍事統帥。

## 早期
德米特里差不多在20多歲就上了戰場，並在帕萊塔西奈戰役擔任安提柯軍中夥友騎兵指揮官。前312年，父親命他在敘利亞率領一支大軍，抵擋軍事經驗豐富的托勒密進攻，儘管德米特里首次指揮大軍就在加薩戰役大敗，但他隨後又突擊托勒密部將的軍隊，穩住了敘利亞戰線。前310年春季，德米特里奉命率領一支軍隊進攻巴比倫尼亞，試圖收回被塞琉古占領的失土，初期他的攻勢相當順利，但他之後撤離一大部分軍隊去救援小亞細亞的卡里亞。當年秋季，安提柯親自率軍對付塞琉古，這場巴比倫戰爭最後由塞琉古獲勝。安提柯喪失帝國東部所有的行省。
之前，安提柯數次派兵進入希臘，試圖號召希臘城邦加入他的陣營，但最終結果都差強人意。於是他再度派德米特里率領一支250戰船所組成艦隊航向希臘，德米特里很快地迫降了雅典，驅逐了當地支持卡山德派的領袖法勒魯姆的德米特里，德米特里隨後驅除卡山德和托勒密的希臘駐軍，並於前307年圍攻並攻陷穆尼基亞。雅典人為了感謝德米特里解放了雅典，他們授予德米特里和安提柯神聖的地位，並雙雙給了稱號索塔爾（Σωτήρ），即「救主」。

## 攻城者
前306年，德米特里從希臘率領一支龐大的艦隊進攻賽普勒斯，並在薩拉米斯海戰大破托勒密所率的艦隊，還迫使托勒密的兄弟墨涅拉俄斯投降。這場以少勝多的勝利不僅讓德米特里的聲勢大漲，還摧毀了托勒密大部分的海上艦隊和兵力，並迅速攻占了賽普勒斯這個重要的島嶼，甚至還俘虜托勒密一個兒子。安提柯也因為這場大勝而冠上國王的稱號，並隨後宣布他倚重的兒子德米特里一樣擁有國王的頭銜。安提柯一世立即準備趁著機會入侵埃及，但最後因補給、天候和德米特里一世艦隊一些失誤而使遠征失利。
前305年，安提柯一世以先前羅得島拒絕加入與埃及戰爭為由，命德米特里一世率領大軍圍攻羅得城。這場羅得圍城戰中德米特里再度展顯他工程上的才華，他使用的攻城武器不僅比之前在薩拉米斯圍城時所用的還多，規模也比當時還大。據說他用的攻城槌總長55公尺，需用1000名人員來操作。他的攻城塔被命名為破城者（Helepolis），是一座高38公尺共九層的巨型攻城武器，還可用輪子推動。也因為這些攻城武器前所未見，且相當驚人，使德米特里獲得「攻城者」這個暱稱。
儘管有這些驚人的攻城武器，德米特里一世仍舊沒有辦法順利攻占羅得城，戰後羅得島為了慶祝他們擊敗如此強大的對手，他們興建了一座太陽神赫利俄斯的青銅巨像來慶賀，這座雕像之後被列為世界七大奇觀之一。

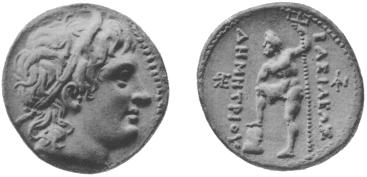
德米特里一世的錢幣。上頭以希臘銘文ΒΑΣΙΛΕΩΣ ΔΗΜΗΤΡΙΟΥ，即「國王德米特里的」之意

## 失利
前302年，德米特里為了因應雅典的求救，再度返回希臘對付卡山德，他很快就把溫泉關以南的卡山德駐軍全都驅離。在他停留雅典的這段期間，雅典人給予他隆重的殊榮，德米特里甚至住進雅典的帕德嫩神廟內，但德米特里自己卻揮霍無禮，且風流成性，性格更是自大狂妄，逐漸使雅典人對他開始感到不滿。德米特里接著準備把全希臘城邦聯合起來，重新在科林斯籌組泛希臘同盟，準備大舉對付卡山德。卡山德被感威脅，他再度與托勒密一世、塞琉古一世和利西馬科斯組成反安提柯聯盟，與安提柯開戰。在前301年的決戰伊普蘇斯戰役中，安提柯和德米特里所率的軍隊遭到聯軍擊敗，父親安提柯戰死，德米特里帶著殘兵逃亡，這時疆土大都喪失，就連大部分希臘人也背離德米特里，尤其是雅典還拒絕收留他，德米特里僅剩下少數城市和賽普勒斯還效忠於他。

## 馬其頓國王及終末
幸好這時敵人們因為互相猜忌而無空暇時間解決德米特里，使德米特里可以重整旗鼓，並與敵人們停戰，甚至德米特里還把女兒嫁給塞琉古，自己還娶了托勒密的女兒。在一段時間後他再度率艦隊航向希臘，並於前295年用武力攻占雅典，重新控制許多希臘城邦。接著他利用卡山德病逝後的混亂局面入主馬其頓，除去卡山德的兒子們，登上了馬其頓王位。
在德米特里擔任馬其頓國王期間，他性格依舊傲慢自大，揮霍無度，馬其頓人對他的不滿日益增加，加上德米特里一心想奪回他父親的失土，他瘋狂的擴軍，並建造龐大的艦隊。這時先前的敵人們驚覺了德米特里的擴軍行為，他們再度聯合起來，並勸誘伊庇魯斯摩羅西亞國王皮洛士毀掉與德米特里的和約。隨後，利西馬科斯和皮洛士雙雙入侵馬其頓，而馬其頓士兵也紛紛背離德米特里，德米特里不得不放棄馬其頓，命他兒子安提柯統轄希臘本土的軍隊，自己率領一支艦隊孤注一擲入侵小亞細亞。儘管他的遠征初期連連得勝，但使他的敵人們更致力追剿，德米特里的處境越來越困難，被迫一路逃竄，最後在前286年被塞琉古的軍隊包圍，被迫投降。
雖然德米特里的兒子安提柯情願以所有領地，以至他本人來交換父親的自由，但德米特里一世終究沒有被釋放。前283年，德米特里一世最後在軟禁的生活中去世。塞琉古一世把德米特里的骨灰歸還給安提柯，安提柯並在科林斯為父親舉行了隆重的葬禮。

### 引用
1. ↑  西西里的狄奧多羅斯, 《歷史叢書》, 19.100.
2. ↑  Alexander to Actium, by Peter Green. University of California Press, 1990.
3. ↑  Walter M. Ellis, Ptolemy of Egypt, Routledge, London, 1994, p. 15.
4. ↑  Plutarch <希臘羅馬英豪列傳 III> P1589起
5. ↑  《探索古希臘文明》, p. 88.
6. ↑  普魯塔克,《德米特里》.32
7. ↑  普魯塔克,《德米特里》.43
8. 1 2  普魯塔克,《德米特里》.44
9. ↑  普魯塔克,《德米特里》.53

### 來源
- 普魯塔克, Life of Demetrius （页面存档备份，存于）
- 西西里的狄奧多羅斯, Library of History （页面存档备份，存于）, books 19–21
- 波利艾努斯, Stratagems, 4.7 （页面存档备份，存于）
- 查士丁, Epitome of Trogus （页面存档备份，存于）, books 15–16
- 阿特納奧斯, Deipnosophists, 6.252–255 （页面存档备份，存于）
- R. M. Errington, A History of the Hellenistic World, pp. 33–58. Blackwell Publishing (2008). ISBN 978-0-631-23388-6.
- 《蘇聯歷史百科全書·人物卷》，1961～1973

| 統治者頭銜                       | 統治者頭銜                                                | 統治者頭銜               |
| -------------------------------- | --------------------------------------------------------- | ------------------------ |
| 前任： 安提柯一世                | 安提柯王朝國王 前306年－前283年 （前301年以前與父親共治） | 繼任： 安提柯二世        |
| 前任： 亞歷山大五世 安提帕特一世 | 馬其頓國王 前294年－前288年                               | 繼任： 皮洛士 利西馬科斯 |